# Лонсдейл, Болдуин
Болдуин Джейкобсон Лонсдейл (англ. Baldwin Jacobson Lonsdale; 5 августа 1948, Неренингман, Мота-Лава, Торба, Новые Гебриды — 17 июня 2017, Порт-Вила, Шефа, Вануату) — вануатский государственный и общественный деятель, англиканский священник, 8-й президент Вануату с 22 сентября 2014 по 17 июня 2017 года, до своей смерти.

## Биография

### Молодые годы и образование
Родился 5 августа 1948 года в деревне Неренингман на острове Мота-Лава в провинции Торба (Кондоминиум Новые Гебриды). Был одним из 11 детей в семье (шесть девочек и пять мальчиков). Окончил начальную школу в Мота-Лаве (1959—1963) и школу Святого Патрика на Аоба (1964—1967).
С 1968 по 1972 год работал в Британской национальной службе, а в 1972—1975 годах — в компании «Burns Philp» в Порт-Виле. Занимал должность учителя и директора Торгильского сельско-хозяйственного учебного центра (1987—1991), а затем поступил на службу правительству Вануату, став Национальным молодёжным координатором (1991—1998). С 1998 по 2006 год находился на посту генерального секретаря правительства провинции Торба на островах Торрес и Банкс, после чего стал священником в Англиканской церкви. Прошёл курс богословских исследований в Колледже Святого Иоанна в Окленде (Новая Зеландия) и Теологическом колледже епископа Паттесона в Кохимараме, Соломоновы Острова.

### Пост президента Вануату
22 сентября 2014 года члены коллегии выборщиков, состоящей из 52 членов парламента и 6 губернаторов провинций, после восьми туров голосования, осложнённого разногласиями между премьер-министром Джо Натуманой и представителями оппозиции, избрали президентом Вануату Болдуина Лонсдейла, получившего 46 голосов из 58 возможных. За всё это время обязанности президента исполнял Филип Боэдоро, сменивший ушедшего в отставку Иолу Абила. Лонсдейл был приведён к присяге в тот же день и в своей первой речи в качестве президента сказал: «моим первоочередным приоритетом является убеждение в том, что конституция страны должна соблюдаться всегда, и что мир, единство, справедливость и гармония являются превалирующими во все времена. И я буду призывать к необходимости поиска поддержки у всех граждан страны», отметив, что избрание на пост президента является результатом молитвы, на котором он будет бороться за демократию во всех секторах государства и за включение Слова Божьего в учебные планы страны. Среди поздравивших Лонсдейла с избранием представитель пресс-службы Канакского социалистического фронта национального освобождения Новой Каледонии Виктор Тутугоро, эмир Сабах аль-Ахмед аль-Джабер ас-Сабах и наследный принц Кувейта Наваф аль-Ахмед аль-Джабер ас-Сабах, премьер-министр Кувейта Джабер аль-Мубарак аль-Хамад ас-Сабах.
В марте 2015 года, находясь на Всемирной конференции по уменьшению опасности стихийных бедствий в Сендае (Япония), Лонсдейл обратился за международной помощью в ликвидации последствий прохождения циклона «Пэм» над Вануату, отметив, что ключевым фактором для возникновения этого «монстра» стало глобальное изменение климата, вследствие чего теперь стране придётся отстраиваться заново.
С июля 2015 по июнь 2016 года занимал пост 22-го канцлера Южнотихоокеанского университета.

### Смерть и похороны
17 июня 2017 года Болдуин Лонсдейл скончался в возрасте 67 лет от сердечного приступа в Центральном госпитале Порт-Вилы. По всей стране были приспущены национальные флаги, а возле госпиталя стали собираться скорбящие. Свои соболезнования выразили генерал-губернатор Австралии Питер Косгроув, министр иностранных дел Австралии Джули Бишоп, президент Фиджи Джордже Конроте. На Вануату была объявлена неделя национального траура, начата подготовка к государственным похоронам. Прощание с Лонсдейлом прошло 21 июня в здании парламента в Порт-Виле в присутствии премьер-министра Вануату, генерал-губернаторов Новой Зеландии и Австралии, президента Фиджи, а также представителей США, Великобритании, Тонга, Китая, Индонезии и Новой Каледонии. Гроб с телом Лонсдейла, покрытый флагом Вануату, был провезён по городу в присутствии тысяч людей до аэропорта, откуда был перевезён на его родной остров Моталава, где состоялась традиционная церемония. После этого Лонсдейл был похоронен в Соле на острове Вануа-Лава. Память Лонсдейла была почтена 22 июня на пленарном заседании 71-й сессии Генеральной Ассамблеи ООН по предложению её председателя Питера Томпсона. Именем Лонсдейла была названа двуязычная школа на Вануа-Лаве.
Согласно конституции Вануату новый президент должен быть избран коллегией выборщиков в течение следующих трех недель, а временно исполняющим обязанности президента стал спикер парламента Эсмон Саймон. 6 июля новым президентом Вануату был избран Таллис Мозес.

## Личная жизнь
Был женат на Лилиан Сарджинсон, овдовел. Имел шестерых детей. В племенной иерархии имел имя «Вомтело», что означает «Око солнца».